# Wladislaus I van Opole
Władysław I van Opole (ca. 1225 - 1281/1282) was de jongste zoon van Casimir I van Opole en Viola van Bulgarije. Bij de dood van zijn vader in 1230 komen hij en zijn familie onder de bescherming van Hendrik I van Polen. Zijn moeder oefent het regentschap uit en blijft de politiek van nauwe samenwerking met de Kerk verderzetten. In 1233 worden zij door paus Gregorius IX onder bescherming geplaatst van de aartsbisschop van Gnesen en van de bisschoppen van Wrocław en Olomouc. In 1234 neemt Hendrik I van Polen bezit van Hertogdom Opole en geeft de familie van Casimir I van Opole de streek van Kalisz en Wieluń in ruil, zonder de zonen van Casimir het recht te ontzeggen om te regeren over het hertogdom van hun vader. Na de dood van Hendrik in 1238 neemt zijn zoon Hendrik de Vrome het Hertogdom Opole en Ratibor eveneens onder zijn bescherming, maar dient spoedig de rechten van Mieszko II de Vette, de broer van Władysław, te erkennen. Władysław en zijn moeder blijven over Kalisz regeren onder de bescherming van de hertog van Wrocław.
In 1241 bereikt Władysław de volwassenheid, maar eist geen gebiedsdeel van zijn broer op en stelt zich tevreden met Kalisz. Met de dood van Hendrik de Vrome in de slag bij Legnica verandert de situatie, wanneer Przemysl I van Groot-Polen Kalisz terug eist. Władysław staat Kalisz in 1244 af aan de hertog van Groot-Polen en houdt alleen Wieluń (tot 1249).
In 1246 overlijdt zijn broer Mieszko II de Vette zonder nageslacht. Władysław is zijn erfgenaam en volgt hem op. Hij normaliseert zijn betrekkingen met Groot-Polen. Władysław doet afstand van alle aanspraken op Kalisz en huwt met Euphemia, de dochter van Wladislaus Odonic. Door dit huwelijk raakt spoedig betrokken in de oorlog tussen Hongarije en Bohemen. In het begin steunt Władysław Hongarije en neemt deel aan de krijgstocht van Bolesław V van Polen tegen Bohemen. In 1255 verandert hij van kamp en kiest partij voor Ottokar II van Bohemen. Bij een samenkomst van de piasten in 1262 in Danków tracht hij zonder succes Boleslaw de Vrome van Groot-Polen en Bolesław V van Polen het Boheemse kamp te laten kiezen.
In 1273 krijgt hij de kans om de troon van Krakau te bestijgen. Een deel van de adel van Groot-Polen komt in opstand en stelt aan Władysław voor om Bolesław V de Kuise te vervangen. De opstandelingen en het leger van Władysław worden door de hertog van Krakau verslagen. Władysław en Bolesław V sluiten het jaar nadien een vredesakkoord.
Bohemen, dat een derde van zijn troepen uit Silezië betrok, wordt op 25 augustus 1278 verslagen. Władysław had geen troepen geleverd. Hij poogde van de verwarring gebruik te maken om een deel van Bohemen in te palmen. Pas drie jaar later, bij het congres van Wenen, worden de betrekkingen met Bohemen genormaliseerd. Met dit congres vindt Władysław een nieuwe bondgenoot in de hertog van Wrocław, Hendrik IV de Rechtvaardige, en deze huwt met Władysławs dochter.
Op binnenlands gebied, volgde hij het beleid van zijn voorgangers, met nadruk op goede betrekkingen met de kerk en op de economische ontwikkeling van het hertogdom. Hij gaf rechten aan Maagdenburg en aan verschillende andere plaatsen (Bytom, Gliwice, Oświęcim, enz.). Hij liet tevens kloosters bouwen.
Bij zijn overlijden liet Władysław een dochter na en vier zoons:
- Mieszko I van Teschen (-1315)
- Casimir van Bytom (-1312)
- Bolesław van Opole (-1313)
- Przemyslaw van Ratibor (-1306)
- dochter, gehuwd met Hendrik IV van Breslau (-1290).